# Татаруля Сергій Миколайович
Татаруля (Татарула, Татаруль) Сергій Миколайович (28 лютого 1911, Глухів — 19 січня 1971, Париж
) — інженер, фізик, громадський активіст, масон, бандурист.

## Життєпис
У Празі вивчав гру на бандурі та був учасником другої капелі бандуристів у Празі. Закінчив Празький університет, потім переїхав до Франції.
Інженер-хімік, працював у виробництві гуми на фабриці Goodyear. 1945 року мешкав у Ванве, потім у Парижі. Секретар Федерації колишніх комбатантів Центральної та Східної Європи.
З 1946 року член ложі Гамаюн (приблизно 1953—55 року здобув рівня майстра), з 1951 року член ложі північного сяйва. 1960 року був ініціатором ложі Голос України. Майстер, великий обрядоначальник ложі Капітул Астрея (1967), якою керував у 1969—1970 роках.